# Liste der Monuments historiques in Nordheim
Die Liste der Monuments historiques in Nordheim führt die Monuments historiques in der französischen Gemeinde Nordheim auf.

## Liste der Bauwerke
| Bezeichnung | Beschreibung                                      | Standort                   | Kennzeichnung | Schutzstatus | Datum | Bild           |
| ----------- | ------------------------------------------------- | -------------------------- | ------------- | ------------ | ----- | -------------- |
| Bauernhof   | Dreiseithof, bezeichnet 1696, 1782, 1851 und 1881 | 11 rue de la Mairie (Lage) | PA67000090    | Inscrit      | 2012  | weitere Bilder |